# Valea Viei (okręg Vâlcea)
Valea Viei – wieś w Rumunii, w okręgu Vâlcea, w gminie Nicolae Bălcescu. W 2011 roku liczyła 263 mieszkańców.